# Basil van Rooyen
Basil van Rooyen (Johannesburg, 1939. április 19. – Új-Dél-Wales, 2023. szeptember 14.) dél-afrikai autóversenyző.

## Pályafutása
1966-ban és 1967-ben a dél-afrikai túraautó-bajnokság győztese volt. 1968-ban és 1969-ben részt vett a Formula–1-es világbajnokság dél-afrikai versenyén. A két futam egyikén sem ért célba, mindkétszer technikai problémák hátráltatták.

## Eredményei

### Teljes Formula–1-es eredménylistája
(Táblázat értelmezése)

(Félkövér: pole-pozícióból indult; dőlt: leggyorsabb kört futott) 

| Év   | Csapat      | Modell      | Motor             | 1      | 2   | 3   | 4   | 5   | 6   | 7   | 8   | 9   | 10  | 11  | 12  | Helyezés | Pont |
| ---- | ----------- | ----------- | ----------------- | ------ | --- | --- | --- | --- | --- | --- | --- | --- | --- | --- | --- | -------- | ---- |
| 1968 | John Love   | Cooper T79  | Climax Straight-4 | RSA Ki | ESP | MON | BEL | NED | FRA | GBR | GER | ITA | CAN | USA | MEX | -        | 0    |
| 1969 | Team Lawson | McLaren M7A | Cosworth V8       | RSA Ki | ESP | MON | NED | FRA | GBR | GER | ITA | CAN | USA | MEX |     | -        | 0    |